# Csetneki Elek
Csetneki Elek (Jelenik Elek) (Karád, 1856. június 2. – Budapest, 1889. január 27.) magyar régész, néprajzkutató.

## Életpályája
Veszprém vármegyei származású; a Magyar Nemzeti Múzeum régészeti osztályában 1875-ben díjnok, 1878 nyarán őrsegéd lett; az 1878. év végén megalakult régészeti társulat I. (ősrégészeti és embertani) osztálya előadónak választotta meg.

## Munkái
- 1875 Egy becses régiség. Századok.
- 1876 Tószegi ásatások. Archaeologiai Értesítő.
- 1876 Nemzetközi őstörténelmi és embertani congresus. Vasárnapi Ujság.
- 1877 A tószegi őstelep. Arch. Ért.
- 1877 A magyarhoni őstelepekről. Arch. Ért.
- 1878 Egy magyar emlékérem története. Arch. Ért.
- 1878 A sokorui és polgárdi lelet. Arch. Ért.
- 1878 Régészeti irodalom. Arch. Ért.
- 1879 A csepelszigeti őskori temetők. Arch. Ért.
- 1879 Izabella sirkövéről. Arch. Ért.
- 1879 Régészeti irodalom. Arch. Ért.
- 1879 A régiségosztály 1878. decz. gyarapodása. Arch. Ért.
- 1881 A hunok, avarok és kunok. Budapesti Szemle.

Írt még az Egyet. Philológiai Közlönybe (1880. Ismertette Toldy hátrahagyott irataiból az Ó- és uj magyar világ c. részletet; Ukkon-pohár, Hunfalvy Pál munkáját ismertetve; 1881. Az izmaeliták és Anonymus az oláhokról, Réthy László könyvét ismertetve; A székely kérdésről, Nagy János, Hunfalvy Pál és Szabó Károly munkáiknak ismertetése).